# Figitidae

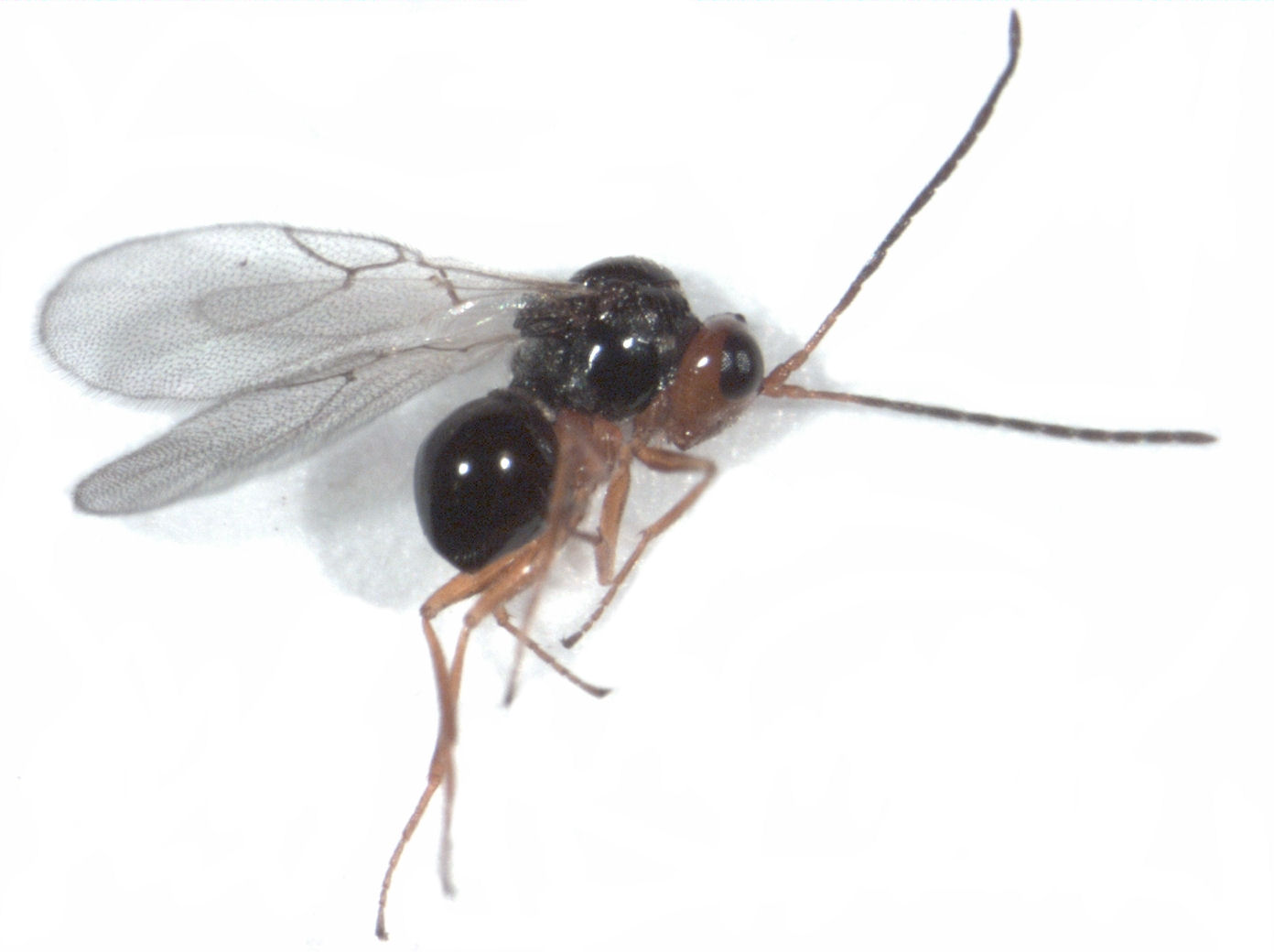
Alloxysta victrix

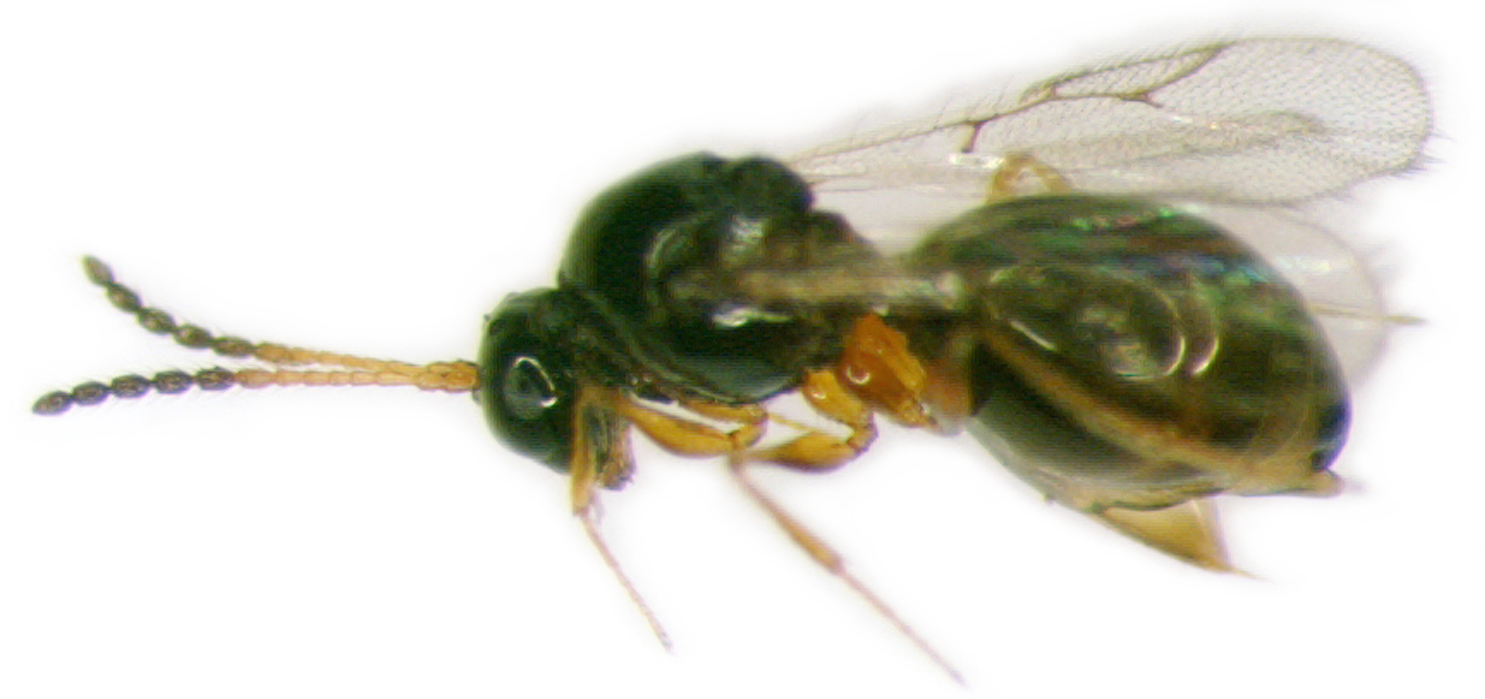
Leptopilina boulardii

Figitidae – rodzina błonkówek z grupy owadziarek i nadrodziny galasówek.

## Opis
Małe błonkówki, o ciele długości do 4 lub 5 mm. Charakterystyczną ich cechą jest obecność na skrzydłach dobrze widocznej komórki marginalnej, podczas gdy pozostałe użyłkowanie jest zredukowane lub całkiem zanikłe. Żyłka Rs+M wychodzi u nich z punktu położonego blisko żyłki kubitalnej, prawie zawsze ma wyraźną część skierowaną ku tylnemu końcowi żyłki bazalnej, a w niektórych grupach jest przejrzysta. Golenie ostatniej pary odnóży mają na tylnej powierzchni podłużne żeberka. Tylny brzeg trzeciego tergum odwłoka jest wyraźnie pochylony.

## Biologia i występowanie
Figitidae są koinobiontycznymi parazytoidami owadów z rzędów: muchówek, sieciarek i błonkówek. Samice składają jaja do młodej larwy gospodarza. Wylęgła z jaja larwa jest pasożytem wewnętrznym i jej rozwój nie wstrzymuje rozwoju larwy żywiciela. Larwa Figitidae opuszcza wnętrze ciała gospodarza zanim ten zacznie zmieniać w poczwarkę, a następnie żeruje jeszcze przez 1-2 wylinki na poczwarce jako pasożyt zewnętrzny.
Ofiarami większości współczesnych gatunków padają fitofagi żerujące na żywych roślinach, mykofagi, żerujące na gnijących owocach, odchodach lub padlinie saprofagi oraz drapieżniki i parazytoidy mszyc i koliszków. Grupa atakująca larwy błonkówek rozwijające się w galasach jest nieliczna w gatunki, ale według F. Ronquista i J. L. Nieves-Aldreya to właśnie ten rodzaj gospodarza jest pierwotny dla rodziny.
W Polsce stwierdzono co najmniej 12 gatunków (stan na rok 2000) (zobacz: Figitidae Polski).

## Systematyka
Do rodziny tej należy blisko 1400 opisanych gatunków, ale ogólną ich liczbę szacuje się na około 24 000. Nowsze badania filogenetyczne wykazały, że stanowi ona takson monofiletyczny, obejmujący około 90% gatunków galasówek zoofagicznych. Dawniej niektóre z należących do niej podrodziny miały status odrębnej rodziny, np. Eucoilidae. Figitidae dzieli się na następujące podrodziny:
- Anacharitinae
- Aspiceratinae – tarczogrotkowate
- Charipinae
- Emargininae
- Eucoilinae
- Figitinae
- Mikeiinae
- Parnipinae
- Pycnostigminae
- Thrasorinae

Spośród tych podrodzin najliczniejsza jest Eucoilinae z blisko 1000 opisanych gatunków.